# Компетентность
Компете́нтность — наличие знаний, опыта и навыков, нужных для эффективной деятельности в заданной предметной области.
Различными авторами (акторами) слово «Компетентность», в сферах деятельности человека, может трактоваться по разному и иметь различные понятия, определения и значения, ниже представлены некоторые из них.
Компетентность (лат. competens — подходящий, соответствующий, надлежащий, способный, знающий) — качество человека, обладающего всесторонними знаниями в какой-либо области и мнение которого поэтому является веским, авторитетным.
Компетентность — способность к осуществлению реального, жизненного действия и квалификационная характеристика индивида, взятая в момент его включения в деятельность; поскольку у любого действия существуют два аспекта — ресурсный и продуктивный, то именно развитие компетентности определяет превращение ресурса в продукт.
Компетентность — потенциальная готовность решать задачи со знанием дела; включает в себя содержательный (знание) и процессуальный (умение) компоненты и предполагает знание существа проблемы и умение её решать; постоянное обновление знаний, владение новой информацией для успешного применения этих знаний в конкретных условиях, то есть обладание оперативным и мобильным знанием.
Компетентность — это обладание определённой компетенцией, то есть знаниями и опытом собственной деятельности, позволяющими выносить объективные суждения и принимать точные решения.
Компетентность в социологии — способность социальных акторов (то есть действующих субъектов), освоив подразумеваемое знание, стать полноценными и квалифицированными участниками социального взаимодействия. Применяется в этнометодологии.
Компетентность в педагогике — созидательная способность осуществлять тот или иной вид деятельности (в данном случае педагогической), при развивающейся дифференциации научных знаний в отраслевые научные знания, акцент делается на успешную подготовку педагогом учащихся к самореализации.

## Разделение компетентности по сферам
Некоторые предлагают следующее разделение компетентности по сферам:
- Компетентность в сфере самостоятельной познавательной деятельности, основанная на усвоении способов приобретения знаний из различных источников информации, в том числе внешкольных (Когнитивная сфера);
- Компетентность в сфере гражданско-общественной деятельности (выполнение ролей гражданина, избирателя, потребителя) (Общество);
- Компетентность в сфере социально-трудовой деятельности (в том числе умение анализировать ситуацию на рынке труда, оценивать собственные профессиональные возможности, ориентироваться в нормах и этике взаимоотношений, навыки самоорганизации);
- Компетентность в бытовой сфере (включая аспекты собственного здоровья, семейного бытия и проч.) (Семья);
- Компетентность в сфере культурно-досуговой деятельности (включая выбор путей и способов использования свободного времени, культурно и духовно обогащающих личность) (Личность)